# إلفانا زفيزديتش
إلفانا زفيزديتش (بالإيطالية: Ilvana Zvizdić)‏ مواليد 14 يناير 1971 في سراييفو، جمهورية يوغوسلافيا الاشتراكية الاتحادية، هي لاعبة كرة سلة بوسنية سابقة. بدأت مسيرتها الاحترافية في سنة 1986. اعتزلت اللعب في 2005. لعبت مع نادي بارتيزان لكرة السلة للسيدات في الدوري الصربي لكرة السلة للسيدات.

## روابط خارجية
- إلفانا زفيزديتش على موقع كرة السلة الأوروبية.كوم (الإنجليزية)